# B.J. Stith
Broderick Jamal Stith (Denver, 5 december 1995) is een Amerikaans voormalig basketballer.

## Carrière
Stith speelde eerst collegebasketbal voor de Virginia Cavaliers maar zou daarna net zoals zijn broer de overstap maken naar Old Dominion Monarchs waar zijn vader assistent-coach was. Hij tekende zijn eerste contract in augustus 2019 bij de Griekse eersteklasser Ionikos Nikaias. In januari 2020 tekende hij bij de Leuven Bears waar hij samen met zijn broer speelde maar door de coronacrisis speelde hij maar drie wedstrijden. In augustus 2020 tekende hij bij het Nederlandse ZZ Leiden, in december verliet hij de club definitief nadat zijn contract ontbonden werd. Hij stopte nadien met basketballen en ging rechten studeren aan de Texas Southern University-Thurgood Marshall School of Law.

## Privéleven
Broderick is de zoon van voormalig basketballer en basketbalcoach Bryant Stith en ook zijn broer Brandan Stith was een basketballer.